# Nedre Långselet
Nedre Långselet är en sjö i Arvidsjaurs kommun i Norrbotten och ingår i Åbyälvens huvudavrinningsområde. Sjön har en area på 0,474 kvadratkilometer och ligger 340,1 meter över havet. Sjön avvattnas av vattendraget Åbyälven.

## Delavrinningsområde
Nedre Långselet ingår i det delavrinningsområde (727631-169757) som SMHI kallar för Utloppet av Nedre Långselet. Medelhöjden är 365 meter över havet och ytan är 4,67 kvadratkilometer. Räknas de 35 avrinningsområdena uppströms in blir den ackumulerade arean 526,45 kvadratkilometer. Avrinningsområdets utflöde Åbyälven mynnar i havet. Avrinningsområdet består mestadels av skog (79 procent). Avrinningsområdet har 0,46 kvadratkilometer vattenytor vilket ger det en sjöprocent på 9,9 procent.